# Medicine Rocks State Park
Der Medicine Rocks State Park liegt 25 km nördlich von Ekalaka im Carter County des US-Bundesstaates Montana. Der 130 ha große State Park liegt auf 1049 m über dem Meer. Namensgebend sind mehrere bis zu 15 m hohe Sandsteinfelsen, die das Gelände für einige Stämme zu einem heiligen Ort machen.
Die Sandsteine sind ehemalige Flussablagerungen und lassen sich durch Fundstücke auf ein Alter von 61 Millionen Jahre datieren. Die obersten grauen Schichten sind teilweise durchlöchert mit Gängen von Würmern, die nur in Salzwasser vorgekommen sind. Unterschiedliche Erosionsgrade der Felsblöcke ergeben ein markantes bis bizarres Aussehen. Einige sind löchrig wie ein Naturschwamm, mit kleinen Höhlen oder scheunengroßen Überhängen. 
Die Stämme der Arikara, Assiniboine, Mandan, Gros Ventre, Sioux und Cheyenne gehören zu den traditionellen Nutzern des Geländes, wobei die Gesteinsformationen als Aussichtspunkt, als Aufbewahrungsort, Wohn- und Lagerplatz sowie für unterschiedliche Rituale und Zeremonien dienten. Fundstücke von Knochen, Steinwerkzeugen und gebranntem Tongeschirr sind in Ekalaka im Carter County Museum untergebracht. 
Zu den ersten Touristen gehörte 1883 der junge Theodore Roosevelt. Einige weitere hinterließen auch Inschriften und Ritzzeichnungen im weichen Sandstein. Das Areal war in Privatbesitz, bis es 1930 aufgrund von Steuerschulden an das County fiel. 1957 übereignete die Carter County Commission das Gelände an den Bundesstaat Montana und 1965 wurde der State Park eingerichtet. 
Im Medicine Rocks State Park können Maultierhirsch, Gabelbock, Truthahngeier, Steinadler, Truthuhn,  Schweifhuhn, Woodhouse-Kröte und verschiedene kleine Nagetiere beobachtet werden.

## Verweise
1. ↑  Archivierte Kopie (Memento des Originals vom 20. April 2009 im Internet Archive)  Info: Der Archivlink wurde automatisch eingesetzt und noch nicht geprüft. Bitte prüfe Original- und Archivlink gemäß Anleitung und entferne dann diesen Hinweis.
2. ↑  Archivierte Kopie (Memento des Originals vom 10. März 2009 im Internet Archive)  Info: Der Archivlink wurde automatisch eingesetzt und noch nicht geprüft. Bitte prüfe Original- und Archivlink gemäß Anleitung und entferne dann diesen Hinweis.